# Danci (Kakanj, BiH)
Danci su naseljeno mjesto u općini Kakanj, Federacija Bosne i Hercegovine, BiH.

## Stanovništvo

### 1991.
Nacionalni sastav stanovništva 1991. godine, bio je sljedeći:
Ukupno: 62
- Srbi - 56
- Jugoslaveni - 6

### 2013.
Nacionalni sastav stanovništva 2013. godine, bio je sljedeći:
ukupno: 72
- Hrvati - 58
- Bošnjaci - 13
- ostali, neopredijeljeni i nepoznato - 1